# あんさんぶるスターズ! ユニットソングCD
「あんさんぶるスターズ! ユニットソングCD」（あんさんぶるスターズ ユニットソングシーディー）は、2015年10月28日からリリースされているキャラクターソングCDシリーズ。

## 概要
Happy Elementsが提供する携帯電話ゲーム「あんさんぶるスターズ!」のキャラクターソングシリーズ。発売元はフロンティアワークス、Happy Elements。
キャラクターソング2曲と描き下ろしのショートドラマが収録されており、購入特典として各ユニットのリーダーのカードをゲーム内で入手できるシリアルコードが付属していた。また、全巻アニメイトで購入した人の中から抽選で観客を招待し、2016年5月1日にメルパルクホールで、イベント『私立夢ノ咲学院ドリームフェスティバル』が開催された。

## 1stシーズン

### Vol.1 UNDEAD
2015年10月28日発売。朔間零、乙狩アドニス、大神晃牙、羽風薫のユニット「UNDEAD」のデビューCD。
収録曲
全作詞：Mel*
1. Melody in the Dark
作曲・編曲：原田篤（Arte Refact）
2. ハニーミルクはお好みで
作曲・編曲：桑原聖＆原田篤（Arte Refact）
3. オリジナルショートドラマ
4. Melody in the Dark（カラオケVer.）
5. ハニーミルクはお好みで（カラオケVer.）

### Vol.2 Knights
2015年10月28日発売。月永レオ、朔間凛月、鳴上嵐、瀬名泉、朱桜司のユニット「Knights」のデビューCD。
収録曲
全作詞：Mel*
1. Voice of Sword
作曲：矢鴇つかさ（Arte Refact）、編曲：矢鴇つかさ＆酒井拓也（Arte Refact）
2. Checkmate Knights
作曲：桑原聖（Arte Refact）、編曲：酒井拓也（Arte Refact）
3. オリジナルショートドラマ
4. Voice of Sword （カラオケVer.）
5. Checkmate Knights （カラオケVer.）

楽曲背景
「Checkmate Knights」は、Arte Refactの代表・桑原聖がHappy Elementsへのプレゼン用に制作した楽曲がもとになっている。

### Vol.3 fine
2015年11月25日発売。天祥院英智、日々樹渉、伏見弓弦、姫宮桃李のユニット「fine」のデビューCD。
収録曲
全作詞：Mel*、全作曲：桑原聖（Arte Refact）
1. 終わらないシンフォニア
編曲：原田篤＆山本恭平（Arte Refact）
2. RAINBOW CIRCUS
編曲：酒井拓也（Arte Refact）
3. オリジナルショートドラマ
4. 終わらないシンフォニア（カラオケVer.）
5. RAINBOW CIRCUS（カラオケVer.）

### Vol.4 紅月
2015年11月25日発売。蓮巳敬人、鬼龍紅郎、神崎颯馬のユニット「紅月」のデビューCD。
収録曲
全作詞：Mel*、全作曲：原田篤（Arte Refact）
1. 百花繚乱、紅月夜
編曲：山本恭平（Arte Refact）
2. 花燈の恋文
作曲・編曲：原田篤（Arte Refact）
3. オリジナルショートドラマ
4. 百花繚乱、紅月夜（カラオケVer.）
5. 花燈の恋文（カラオケVer.）

### Vol.5 流星隊
2015年12月23日発売。守沢千秋、深海奏汰、南雲鉄虎、高峯翠、仙石忍のユニット「流星隊」のデビューCD。
チャート記録
2016年1月4日付Billboard JAPAN Hot Singles Salesでは3位を記録し、2017年2月に「あんさんぶるスターズ! ユニットソングCD Vol.8 Trickstar」が同じく3位を記録するまで、今作がBillboard JAPAN Hot Singles Salesにおいての最高順位であった。
収録曲
全作詞：Mel*、全作曲：原田篤（Arte Refact）
1. 夢ノ咲流星隊歌
編曲：山本恭平（Arte Refact）
2. 天下無敵☆メテオレンジャー！
編曲：酒井拓也＆山本恭平（Arte Refact）
3. オリジナルショートドラマ
4. 夢ノ咲流星隊歌（カラオケVer.）
5. 天下無敵☆メテオレンジャー！（カラオケVer.）

### Vol.6 2wink
2015年12月23日発売。葵ひなた、葵ゆうたのユニット「2wink」のデビューCD。
収録曲
全作詞：Mel*
1. シュガー・スパイス方程式
作曲：桑原聖（Arte Refact）、編曲：酒井拓也（Arte Refact）
2. 歓迎☆トゥ・ウィンク雑技団
作曲・編曲：矢鴇つかさ（Arte Refact）
3. オリジナルショートドラマ
4. シュガー・スパイス方程式（カラオケVer.）
5. 歓迎☆トゥ・ウィンク雑技団（カラオケVer.）

### Vol.7 Ra*bits
2016年1月27日発売。仁兎なずな、紫之創、真白友也、天満光のユニット「Ra*bits」のデビューCD。
収録曲
全作詞：Mel*
1. Joyful×Box*
作曲・編曲：酒井拓也（Arte Refact）
2. 野うさぎマーチ♪
作曲・編曲：矢鴇つかさ（Arte Refact）
3. オリジナルショートドラマ
4. Joyful×Box*（カラオケVer.）
5. 野うさぎマーチ♪（カラオケVer.）

### Vol.8 Trickstar
2016年1月27日発売。氷鷹北斗、明星スバル、衣更真緒、遊木真のユニット「Trickstar」のデビューCD。
チャート記録
2016年2月8日付オリコン・週間チャートで4位を記録する。2016年2月8日付Billboard JAPAN Hot Singles Salesでは3位、Billboard JAPAN Hot Animationでは1位を記録した。
なお、オリコン週間4位を記録するのはあんさんぶるスターズ!のキャラクターソングCDシリーズを通して今作が初であり、2017年6月時点で関連作品の最高順位である。また、Billboard JAPAN Hot Singles Salesで3位以内を記録するのは「あんさんぶるスターズ! ユニットソングCD Vol.5 流星隊」に続き、今作が2作品となる。
収録曲
全作詞：Mel*
1. Rebellion Star
作曲：桑原聖（Arte Refact）、編曲：酒井拓也（Arte Refact）
2. CHERRY HAPPY STREAM
作曲・編曲：矢鴇つかさ（Arte Refact）
3. オリジナルショートドラマ
4. Rebellion Star（カラオケVer.）
5. CHERRY HAPPY STREAM（カラオケVer.）

## 2ndシーズン
2016年9月28日から2017年1月25日まで10作品がリリースされた。

## 3rdシーズン
2017年8月9日から2018年1月10日まで11作品がリリースされた。

## Extra
ユニットCD のシリーズであるが各シーズンには当てはまらずナンバリングはない。
2ndシーズン以降と同じく、ショートドラマは収録されない。『!!』のユニットソングCD Extraも記載する。

### 佐賀美陣&椚章臣

#### アイドルソングCD
2017年7月26日発売。佐賀美陣、椚章臣のコンビのデュエットシングル。デビュー作。
収録曲
「Sentimental Liars」以外の曲は、それぞれソロに分かれている。
1. Sentimental Liars
作詞：こだまさおり、作曲：藤末樹、編曲：遠藤直弥
2. 微熱カルナバル
歌：佐賀美陣
作詞：六ツ見純代、作曲・編曲：藤井亮太＆奈須野新平
3. BUTTERFLY EFFECT
歌：椚章臣
作詞：六ツ見純代、作曲：藤末樹、編曲：藤末樹＆小川裕司
4. Sentimental Liars（カラオケVer.）
5. 微熱カルナバル（カラオケVer.）
6. BUTTERFLY EFFECT（カラオケVer.）

#### アイドルソング 2
2018年12月19日発売。佐賀美陣、椚章臣のコンビの配信限定のデュエットシングル2作目。
収録曲
1. Rainbow Stairway
作詞：松井洋平、作曲・編曲：伊藤賢

### Eden
2018年2月21日発売。乱凪砂、巴日和、七種茨、漣ジュンのユニット「Eden」のデビューCD。
収録曲
「THE GENESIS」以外の曲は、『Eve』と『Adam』に分かれている。
1. THE GENESIS
作詞：松井洋平、作曲：本多友紀（Arte Refact）、編曲：酒井拓也（Arte Refact）
2. Ruler’s Truth
歌：Adam（乱凪砂、七種茨）
作詞：松井洋平、作曲・編曲：原田篤（Arte Refact）
3. Trap For You
歌：Eve（巴日和、漣ジュン）
作詞：こだまさおり、作曲：原田篤（Arte Refact）、編曲：脇眞富（Arte Refact）
4. THE GENESIS（カラオケVer.）
5. Ruler’s Truth（カラオケVer.）
6. Trap For You（カラオケVer.）

### ALKALOID
2020年1月29日発売。『あんさんぶるスターズ!!』のユニットソングCDとして登場。天城一彩、白鳥藍良、礼瀬マヨイ、風早巽のユニット「ALKALOID」のデビューCD。 
収録曲
1. Kiss of Life
作詞：松井洋平、作曲・編曲：大和
2. 翼モラトリアム
作詞：こだまさおり、作曲・編曲：山本恭平（Arte Refact）
3. You’re Speculation
作詞：松井洋平、作曲・編曲：磯崎健史
4. Kiss of Life（カラオケVer.）
5. 翼モラトリアム（カラオケVer.）
6. You’re Speculation（カラオケVer.）

### Crazy:B
2020年1月29日発売。『あんさんぶるスターズ!!』のユニットソングCDとして登場。天城燐音、HiMERU、桜河こはく、椎名ニキのユニット「Crazy:B」のデビューCD。 
収録曲
1. Crazy Roulette
作詞：こだまさおり、作曲：SHIBU＆YU-G、編曲：SHIBU
2. Be The Party Bee!
作詞：松井洋平、作曲・編曲：三好啓太
3. RISKY VENUS
作詞：こだまさおり、作曲・編曲：本多友紀（Arte Refact）
4. Crazy Roulette（カラオケVer.）
5. Be The Party Bee!（カラオケVer.）
6. RISKY VENUS（カラオケVer.）

### ユニットメンバー
1. 1 2  朔間零（増田俊樹）、乙狩アドニス（羽多野渉）、大神晃牙（小野友樹）、羽風薫（細貝圭）
2. 1 2  月永レオ（浅沼晋太郎）、朱桜司（土田玲央）、朔間凛月（山下大輝）、鳴上嵐（北村諒）、瀬名泉（伊藤マサミ）
3. 1 2  天祥院英智（緑川光）、姫宮桃李（村瀬歩）、伏見弓弦（橋本晃太朗）、日々樹渉（江口拓也）
4. 1 2  蓮巳敬人（梅原裕一郎）、鬼龍紅郎（神尾晋一郎）、神崎颯馬（神永圭佑）
5. 1 2  守沢千秋（帆世雄一）、南雲鉄虎（中島ヨシキ）、高峯翠（渡辺拓海）、仙石忍（新田杏樹）、深海奏汰（西山宏太朗）
6. 1 2  葵ひなた&葵ゆうた（斉藤壮馬）
7. 1 2  仁兎なずな（米内佑希）、紫之創（高坂知也）、真白友也（比留間俊哉）、天満光（池田純矢）
8. 1 2  氷鷹北斗（細谷佳正）、明星スバル（柿原徹也）、遊木真（森久保祥太郎）、衣更真緒（梶裕貴）
9. ↑  乱凪砂（諏訪部順一）、巴日和（花江夏樹）、七種茨（逢坂良太）、漣ジュン（内田雄馬）
10. ↑  天城一彩（梶原岳人）、白鳥藍良（天﨑滉平）、礼瀬マヨイ（重松千晴）、風早巽（中澤まさとも）
11. ↑  天城燐音（阿座上洋平）、HiMERU（笠間淳）、桜河こはく（海渡翼）、椎名ニキ（山口智広）